# Rhabdopygata mossambica
Genre
Espèce
Rhabdopygata mossambica, unique représentant du genre Rhabdopygata, est une espèce d'opilions laniatores de la famille des Assamiidae.

## Distribution
Cette espèce est endémique de la province de Tete au Mozambique. Elle se rencontre vers Tete.

## Description
La femelle syntype mesure 5 mm.

## Étymologie
Son nom d'espèce lui a été donné en référence au lieu de sa découverte, le Mozambique.

## Publication originale
- Roewer, 1954 : « Einige neue Opilioniden Laniatoren und Solifugae. » Abhandlungen der Naturwissenschaftlichen Verein zu Bremen, vol. 33, no 3, p. 377–384.